# 나사렛 교회
나사렛 교회(영어: The Church of the Nazarene)는 19세기 성결 운동에서 등장한 복음주의 기독교 교단이다. 세계에서 가장 큰 웨슬리주의 성결 교단이다. 본부는 미주리주 캔자스시티에 위치한다. 
감리회의 영향을 받은 성결교단 중에서 가장 보수적인 성향을 보이는 성결교단이다. 

## 같이 보기
- 성결운동
- 대한기독교나사렛성결회
- 감리교